# Щипс
Щипс (щипси) — національна страва адигів (черкесів), яка представляє собою густий суп, рагу чи соус (залежно від інгредієнтів). В черкеській кухні є головною етнічною стравою, що обов’язково готується на свята й обряди. Якщо щипс готується до святкових та ритуальних заходів, то запрошуються досвідчені кулінари. У кожної господарки є власний рецепт страви. Назва страви говорить про те, що вона має напіврідку основу (адже «пс», від псы "вода", вказує на наявність води у складі страви). Щипс можуть готувати з м'ясом, овочами, молоком.

## Інгредієнти та приготування
Основні інгредієнти: м'ясо та бульйон (баранина, яловичина), крупа (зазвичай пшоно, кукурудзяне або пшеничне борошно, рідше рисова січка, манка), червоний стручковий перець, цибулевий засмажкою, сіль. Консистенція готової страви повинна бути як кисіль або манна каша.
При цьому, базовим все ж є щипс на м'ясному бульйоні. Існують два основних види - бжедузький та кабардинський (також кошехабльський, уляпський тощо --, за назвами аулів). Бжедузький щипс готують з перетертого вручну пшона з додаванням борошна й червоного перцю, тому він виходить темним, густим, зернистим. 
Кабардинський готують тільки з борошна та кладуть менше перцю, він не такий гострий.

## Основні різновиди
- Лищипс - м'ясний з крупою або борошном;
- Тхачетщипс - з індички;
- Четщетещипс - з курки;
- Дженчіщипс - з квасолі з засмажкою;
- Дженчипс - молочний суп з квасолею;
- Картофщипс - з картоплею;
- Кабщипс (кебщіпс) - з гарбуза;
- Щхущипс - кисломолочний.[2]